# Fère-Champenoise
Fère-Champenoise è un comune francese di 2 358 abitanti situato nel dipartimento della Marna nella regione del Grand Est.

## Società

### Evoluzione demografica
Abitanti censiti